# María Carrera Pascual
María Carrera Pascual (n. Madrid; 20 de marzo de 1937) es una pintora española perteneciente a la generación de 1963. Conocida por María Carrera.

## Biografía
María Carrera nace en Madrid el 20 de marzo de 1937. Su padre, Jesús Carrera, es el hijo menor de siete hermanos de una familia peñarandina muy modesta. Muy joven, su padre se traslada a Madrid. Allí contrae matrimonio con Juanita y, en plena Guerra Civil, nace María, cuya infancia transcurre entre Madrid y Peñaranda de Bracamonte.
Desde niña, María demuestra unas cualidades y una vocación que sus padres fomentan y no para su formación: Escuela de Artes y Oficios, Escuela de Comercio y Escuela de Bellas Artes de San Fernando. Es doctora en Arte (cum laude por unanimidad) por la Universidad Complutense de Madrid, siendo su tesis “Pintura y Estética de Juan Ramón Jiménez”. En 1962, a través de un concurso de méritos, ganó una beca para ampliar sus estudios en la Escuela de Arte de Florencia donde obtuvo las máximas calificaciones. 
Becada por la Fundación Juan March. Profesora Titular de la Cátedra de Dibujo del Natural II, en la Facultad de Bellas Artes de la Universidad Complutense de Madrid, donde impartió docencia hasta 1997. Medalla Universidad Complutense.
Ha realizado más de 100 exposiciones individuales en España y el extranjero. En su haber cuenta con numerosos premios, dentro y fuera de España. En agosto de 2017 se inauguró una sala permanente de su obra en la Casa del Arte de la ciudad de origen de su familia: Peñaranda de Bracamonte.
Actualmente vive en Madrid y tiene estudios en Madrid y Marbella (Málaga).

## Su pintura
María Carrera pertenece a la generación de 1963, que reaccionó contra el predominio de la abstracción, pero también contra el paisajismo tradicional vigente en buena parte de los más preclaros maestros de la anterior. Polifacética, es reconocida sobre todo por su faceta como retratista y por sus acercamientos a Velázquez en sus Velazqueñas.
Según José Hierro: «María Carrera es una de las más importantes pintoras españolas de la generación de 1963, Las obras de María Carrera ostenta un grado de plenitud y consolida una plasticidad compleja y exigente que revela la vitalidad de un pincel arrojado en sobrepasar a sus certezas. Poseedora de una personal visión en los géneros del bodegón y del paisaje, es en el arte del retrato y allí donde da respuesta a supuestos más personales e íntimos, donde su pintura registra una magistral categoría expresiva».

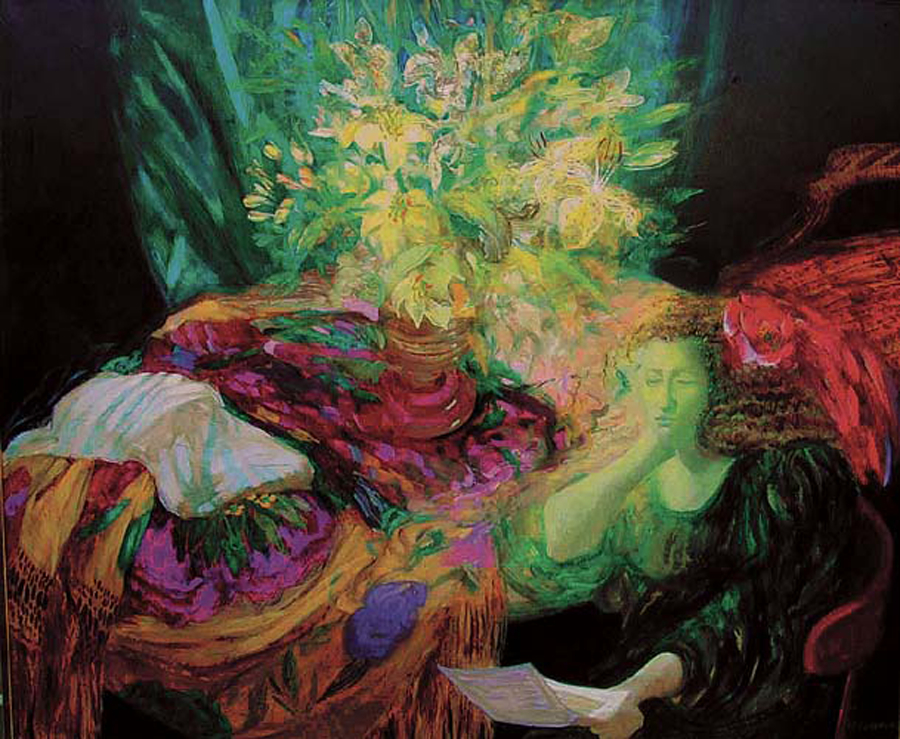
La Carta
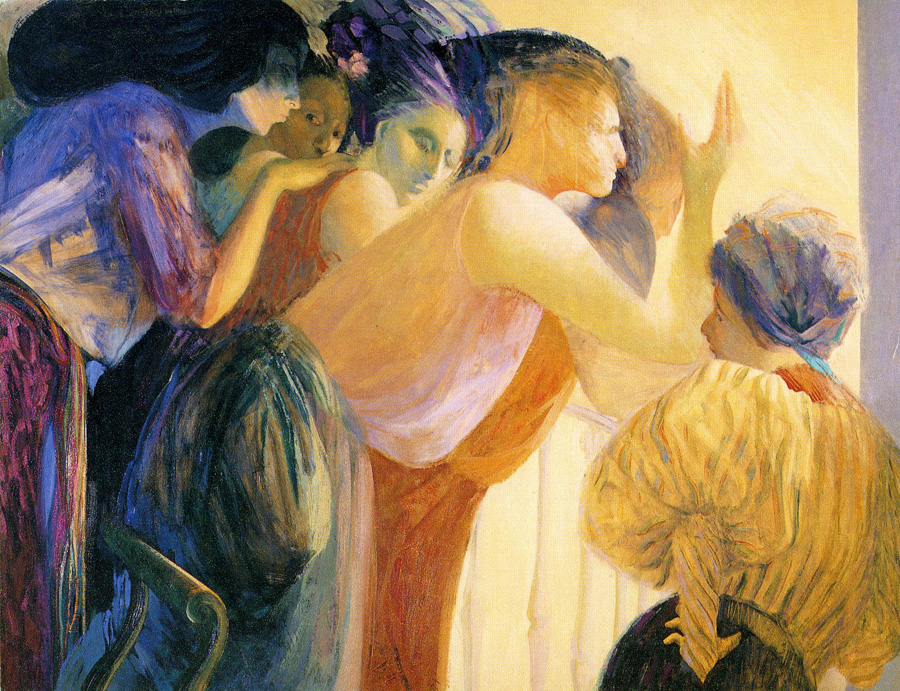
La sinfonía de los adioses

## La Casa del Arte en Peñaranda de Bracamonte
El 25 de abril de 2015 el Ayuntamiento de Peñaranda de Bracamonte y María Carrera firmaron un convenio por el cual la pintora cedía al consistorio un total de 77 obras. Tras la obras de remodelación de centro expositivo, finalmente, el 19 de agosto de 2017 se inauguró el museo municipal de la Casa del Arte, en cuyo interior se encuentra la exposición permanente de la obra de María Carrera.
María Carrera, junto a la alcaldesa de la ciudad, Carmen Ávila, acudió a su inauguración y declaró: «Esto representa para mí como un último periodo de mi vida en el que siempre ha sido muy importante mi padre y que mis hijos artísticos vayan a volver a sus orígenes para mi padre habría sido una gran alegría y yo estoy muy emocionada por ello».
Es muy significativo lo que el poeta Antonio Colinas, con motivo de dicha inauguración, señala sobre ella: 
«Podríamos decir que un humanismo muy vivo tiembla sobre todo en ella –estoy, pensando por ejemplo, en sus retratos, en sus “Maternidades”–, pero a la vez hay en esta pintura, como he dicho, un gran afán de libertad en la que la renovación del color y la osadía de los temas tratados tienen mucho que ver. Bodegones, misteriosos seres y paisajes que brotan de profundos y luminosos paisajes, la presencia de la mujer como revelación de lo telúrico, pero también de lo enigmático, sus paráfrasis velazqueñas que la pintora sumerge en la naturaleza, la carnalidad floral y la de los cuerpos en interiores serenos, son sólo algunos de los temas que esta pintora nos revela con llamativa y personalísima brillantez, con la misma osadía que esa mujer a caballo azules de uno de sus cuadros penetra en un mar de azules».

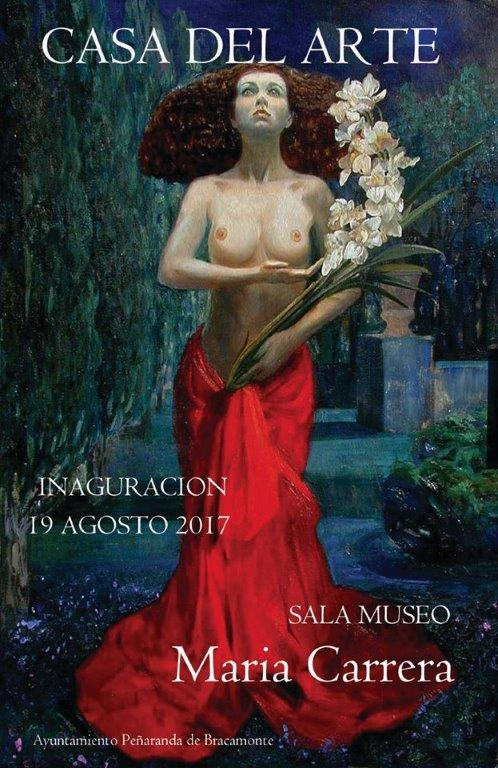
Cartel de Inauguración de la Casa del Arte
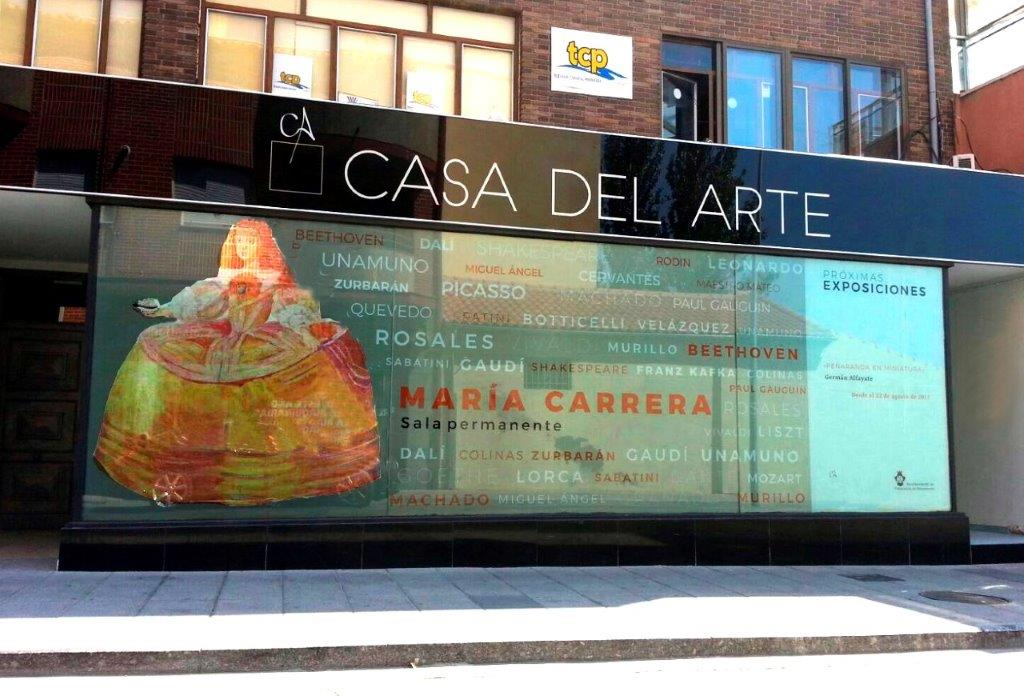
Casa del Arte de Peñaranda de Bracamonte

## Premios
- 1967

“Premio de Pintura”, Dirección General de Bellas Artes, Madrid.
“Premio de Dibujo”, Dirección General de Bellas Artes, Madrid. 
“Medalla de Plata”, Pensionado de El Paular, Segovia.
- 1968

“Gran Premio”, Salón Internacional, Barcelona.
“Primer Premio”, Ministerio de Información y Turismo.
Premio del Salón de Sevilla.
- 1969

“Premio Alcántara”, Madrid.
Premio “Cueva de Medrano” de La Mancha, Valdepeñas.
Medalla de la Crítica de Barcelona, “Señal 69”, mejor exposición del año.
- 1970

Premio Nacional “Paisajes de Cataluña”, Barcelona.
- Cardona

“Primer Premio”, Bienal de León.
Beca Fundación “Juan March”.
- 1971

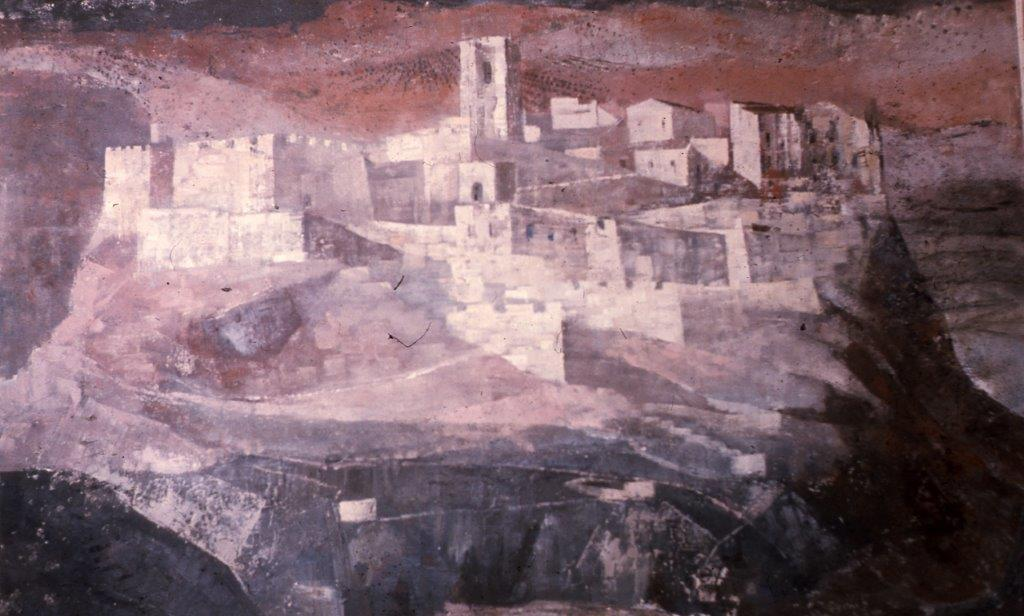
Cardona

“Premio Nacional Temas Florales”, Barcelona.
- 1972

“Premio Extraordinario”, Bienal de Zaragoza.
Premio Salón de Sevilla.
- 1973

“Premio Ejército”, Madrid.
“Premio” Bienal de León.
- 1974

“Premio Salón de Sevilla”.
- 1975

“Premio” Bienal de Zamora.
- 1976

“Primer Premio” Academia de Bellas Artes de Santa Isabel de Hungría, Sevilla.
- 1979

“Premio Salón Sevilla”
Primer Premio “Ciudad de Zamora”, Zamora.
- 1980

Mención Especial, La Coruña.
- 1984

“Premio Ciudad de Rota”, Cádiz.
- 1985

“Premio Extraordinario Guadarrama”, Madrid.
- 1987

Gran Premio “Francisco de Goya” de Madrid.
“Premio Nacional Cajas de Ahorros”, Madrid.
“Medalla de Honor BMW”, Madrid.
“III Premio Crítica de Arte”, Madrid.
- 1988

“Premio de la Crítica”, Madrid.
“Premio Nacional Caja Postal”.
- 2007

“Medalla de la Facultad de Bellas Artes”, Madrid.
Ha participado como Miembro del Jurado en diversos concursos de pintura:
- “Premio Blanco y Negro”, Madrid 1985.
- “Premio Caja Madrid”, Madrid 1988.
- “Premio Guadarrama”, Madrid 1988-1995.
- “Premio Francisco de Goya”, Madrid 1990.
- “Premio Caja Postal”, Madrid 1989.
- “Pintores Para el Descubrimiento”, Huelva 1989.
- “Premio Durán”, Madrid 1991.
- Colabora en la Dirección de la “Sala de Arte Santa Catalina” del Ateneo de Madrid, 1985.
- Miembro de la Comisión de Arte, Ateneo de Madrid, 1985.
- Ha realizado encargos para la casa de SS.MM. los reyes de España.
- Ha participado como Miembro del Jurado en el “Premio del Senado”, celebrado con motivo del aniversario de la Constitución.

## Obras en museos y otras instituciones
En España la obra de María Carrera se puede contemplar en:
Museos
- Museo de Arte Reina Sofia, Madrid
- Museo de Arte Contemporáneo, Madrid
- Museo de Bellas Artes, Bilbao
- Museo del Alto Aragón, Huesca
- Museo Estrada Saladich, Barcelona
- MUDDI, Museo de Dibujo Julio Gavín - Castillo de Larrés, Huesca
- Museo Municipal, Madrid Círculo de Bellas Artes, Madrid

Paradores Nacionales de España

El Saler, Pineta, Benavente, Gandía, Albacete, Trujillo, Ávila, Toledo, Salamanca, Sos del Rey Católico, Manzanares y Vic (Murales y Vidrieras)

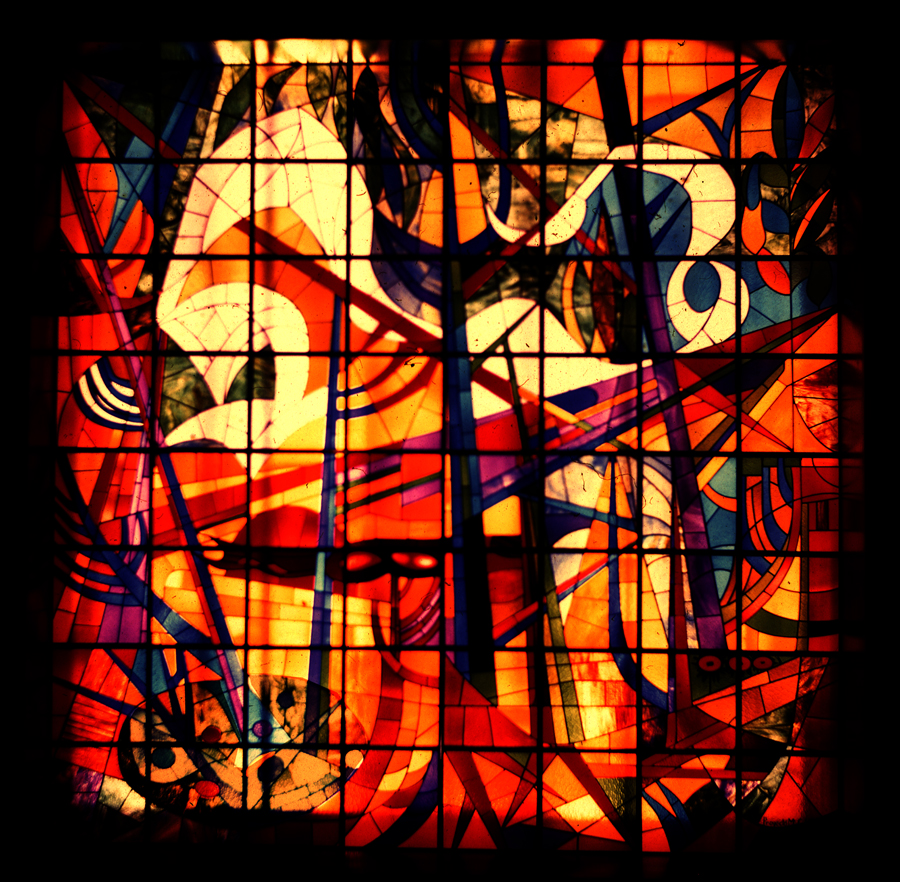
Vidriera del Parador de Vic
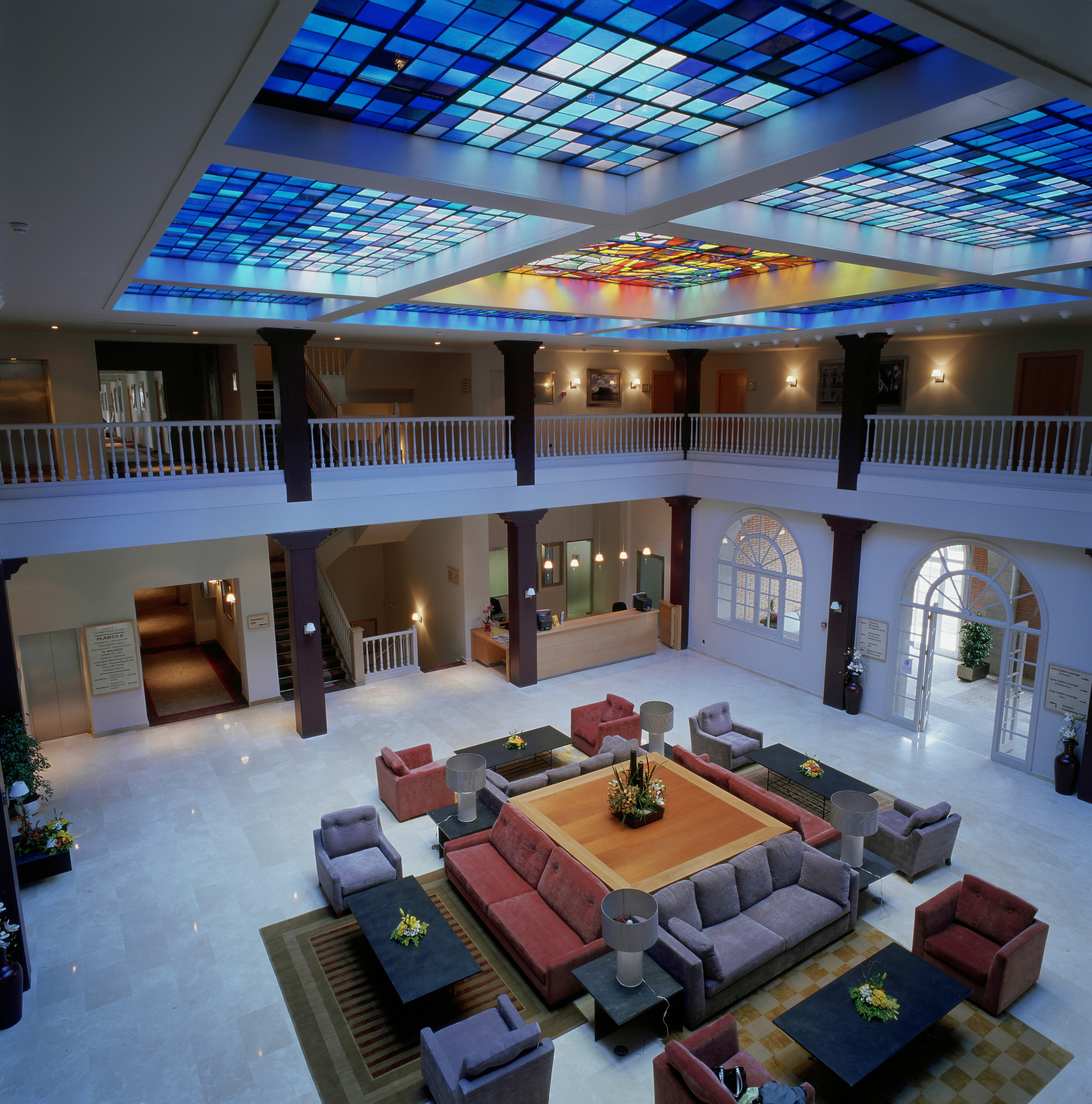
Vidriera del parador de Vic
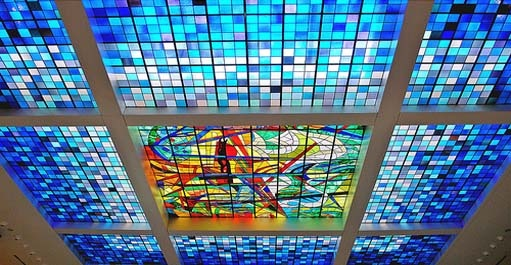
Vidriera del Parador de Vic
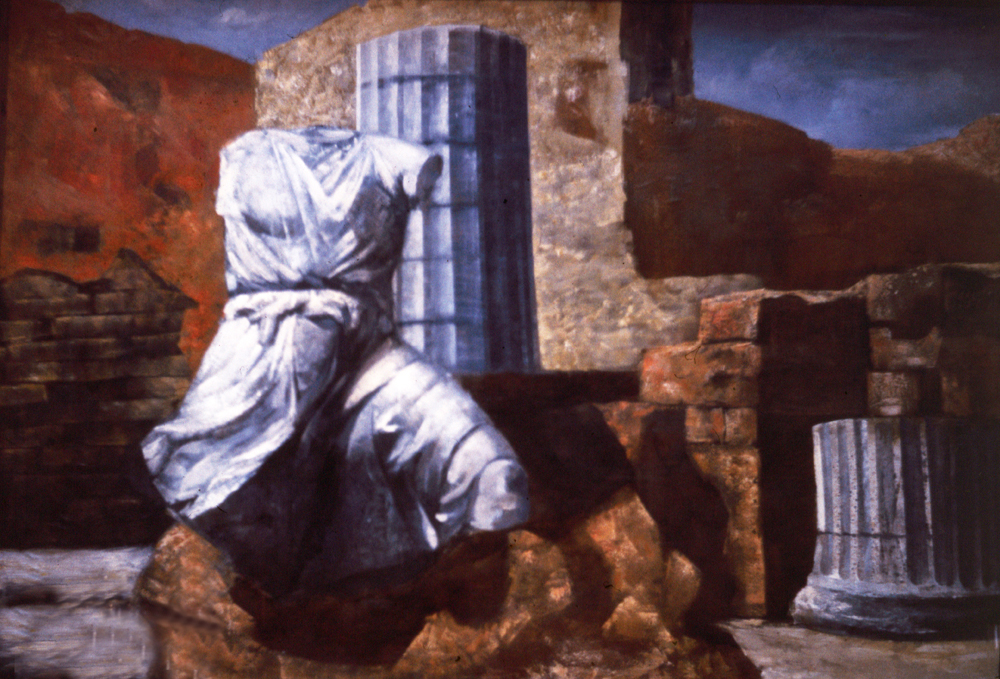
Mural de María Carrera Pascual
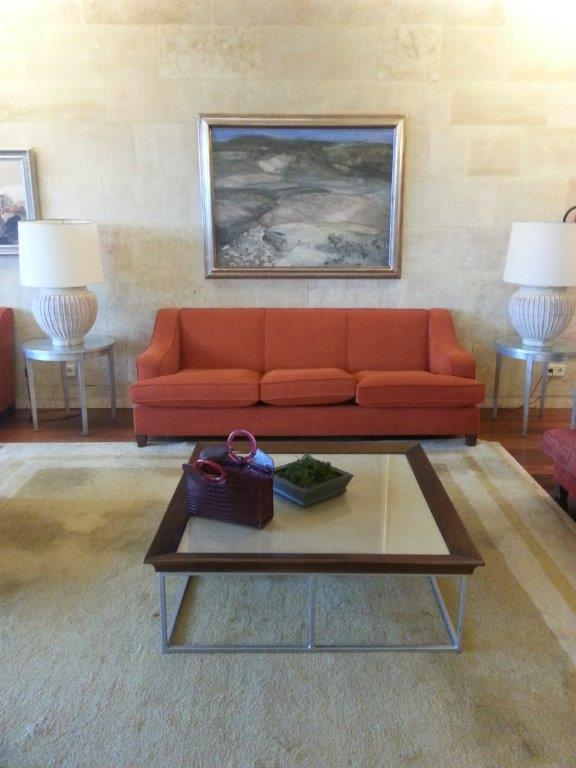
Parador de Salamanca

Ministerio de España
- Ministerio del Ejército
- Ministerio de Información y Turismo
- Ministerio de Trabajo
- Ministerio de Transporte y Comunicaciones.

Entidades bancarias

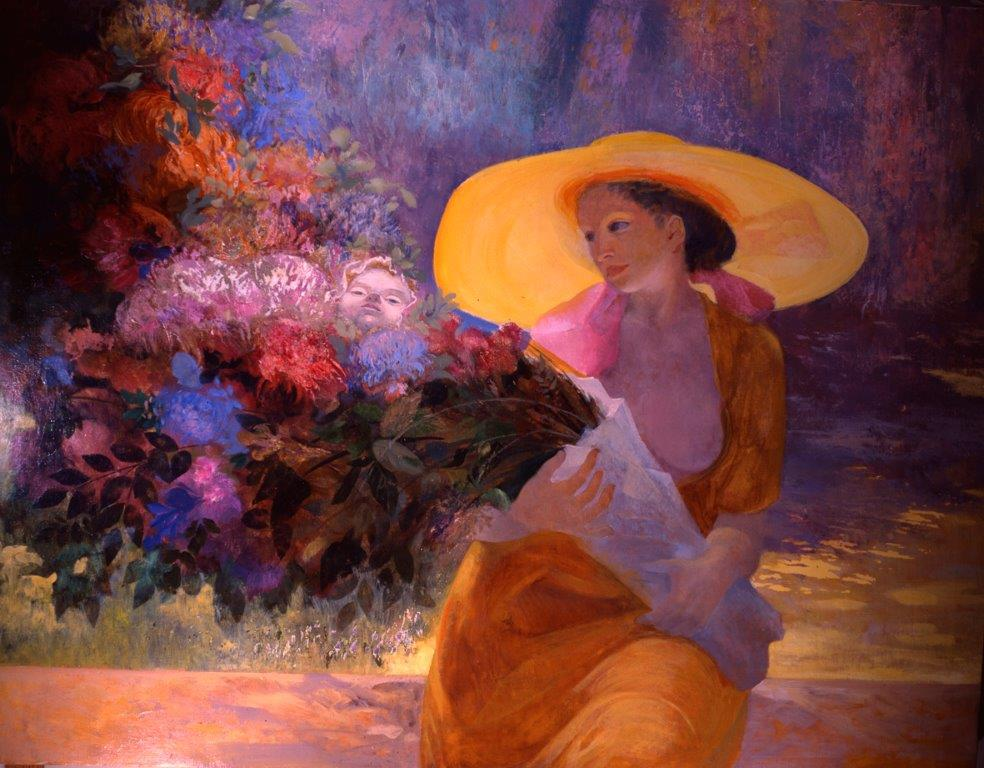
Banco Popular, Madrid  - Cuadro en Banco Popular (Madrid)
- Banco de León
- Banco de Andalucía
- Banco de Bilbao

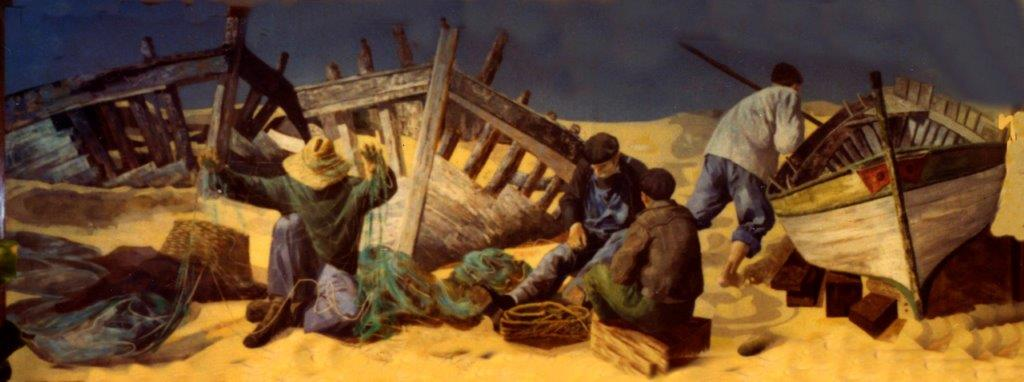
Mural en la sede BBVA de Cádiz

- Caja Madrid
- Confederación de Cajas de Ahorros
- Caja Postal, Madrid

Otras instituciones
- Promotec, SA.
- Consulting, S.A.
- Galería de Retratos Universidad de Santiago de Compostela

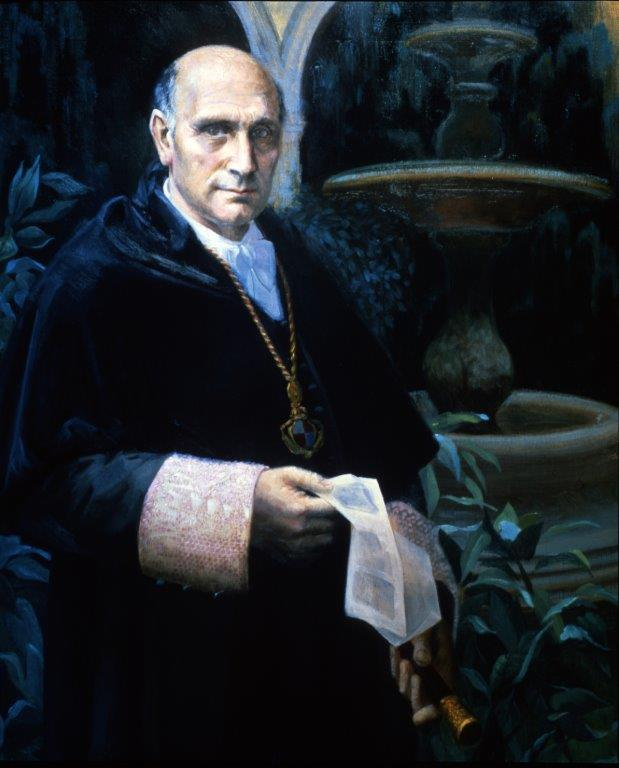
Retrato pintado por María Carrera en el Rectorado de la Universidad de Santiago

- Decanato de Derecho, Santiago de Compostela

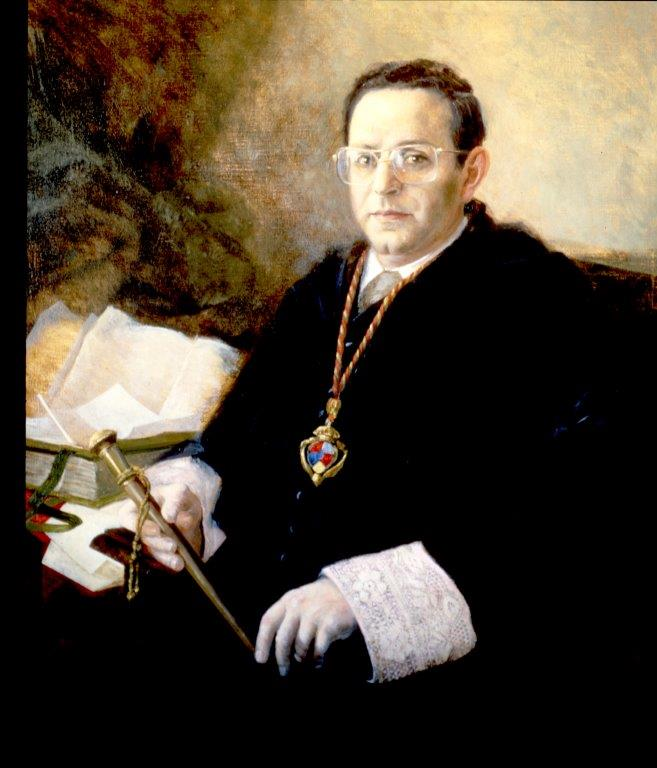
Retrato pintado por María Carrera en el Decanato de Derecho de la Universidad de Santiago

- Fundación Ramón Areces, Madrid
- Galería de Retratos Tabacalera, S.A., Madrid
- Colegio Nacional Boadilla del Monte, Madrid
- Universidad Laboral de Éibar

Parte de su obra también se encuentra en el extranjero. En los Estados Unidos de América:
- Leopold Landsberger, Nueva York.
- Gustav Alker, Nueva York.
- Galería Barbizosa, Nueva York.
- Pittsford, Hollywood.

y en países europeos:
- Galerías de Suecia, Alemania e Italia
- Colecciones privadas de Suecia, Alemania e Italia
- Oficina Española de Turismo, Zúrich (Suiza)

## Muestras y exposiciones

### Individuales

#### En España
- 1968 Sala Macarrón, Madrid. Casa de la Cultura, Teruel. Museo de Bellas Artes, Bilbao. Sala Libros, Zaragoza.
- 1969 Galería Grifé y Escoda, Barcelona. Ateneo de Madrid. Galerías Tramontán, Palamós (Gerona). Sala Benedet, Oviedo. Casa de la Cultura, Avilés.
- 1970 Sala de Arte de la Caja de Ahorros, Córdoba. Camarote Granados, Barcelona. Galería Sur, Santander.
- 1971 Galería El Pez, San Sebastián. Galería Decar, Bilbao.
- 1972 Sala Benedet, Oviedo. Galería Castilla, Valladolid.
- 1973 Caja de Ahorros, Cádiz. Galería Rotenburg, Madrid.
- 1974 Galería Castilla, Valladolid. Galería Monicelli, Gijón. Sala Libros, Zaragoza. Galería Ausías March, Barcelona. Galería Decar, Bilbao. Galería Piquío, Santander.
- 1975 Sala Rembrandt, Alicante. Círculo de la Amistad, Córdoba. Museo de Alto Aragón, Huesca.
- 1976 Sala Sorolla, Elda (Alicante). Galería Niké, Valencia. Galería Souto, Orense. Galería Altamira, Pontevedra. Bacobao, Ponferrada. Galería Monticelli, Gijón.
- 1977 Galería Souto, Orense. Pequeño Formato, “Balboa 13”, Madrid. Sala Giannini, La Coruña. Caja de Ahorros Municipal de Vigo.
- 1978 Galería Castilla, Valladolid. Galería Bernesga, León. Galería Rembrandt, Alicante.
- 1979 Galería Bearn, Palma de Mallorca. Galería Estudio, Córdoba.
- 1980 La Galería, Vigo. Galería Citania, Vigo. Artis, Salamanca.
- 1981 Sala Castilla, Valladolid.
- 1982 Galería Bearn, Palma de Mallorca. Sala Berruguete, Palencia. Sala Murillo, Oviedo. Galería Monticelli, Gijón.
- 1983 Galería Terra, Castellón. Sala Zurbarán, Cartagena.
- 1984 Sala Bernesga, León. Caja de Ahorros, Zamora.
- 1985 Galería Amics, Alicante. Caja de Ahorros, Cádiz. Caja Postal de Ahorros, Santander. Caja Postal de Ahorros, San Sebastián. Caja Postal de Ahorros, La Coruña.
- 1986 Galería Artis, Salamanca. Sala Libros, Zaragoza.
- 1987 Galería Amics, Alicante.
- 1988 Galería Alcolea, Madrid. Centro Cultural “Nicolás Salmerón”, Madrid.
- 1989 Galería Zurbarán, Elda (Alicante). Galería Benedito, Málaga. Sala Sorolla, Elche.
- 1990 Arte Lancia, León. Galería Alfama, Zaragoza.
- 1992 Casa de la Cultura, Torrelodones, Madrid.
- 1993 Galería Monticelli, Gijón.
- 1996 Galería Benedito, Málaga. Palacio de Garcigrande, Salamanca. Galería Artis, Salamanca.
- 1997 Centro Cultural Caja Murcia, Murcia. Fundación Sánchez Ruipérez, Peñaranda de Bracamonte.
- 1998 Sánchez y Juan, Galería de Arte, Elche (Alicante). Sala de Arte Bernesga, León. Rafael, Galería de Arte, Valladolid.
- 1999 Argar, Galería de Arte, Almería. Citania, Galería de Arte, Santiago.
- 2000 Sánchez y Juan, Galería de Arte, Elche (Alicante). Thais, Galería de Arte, Lorca (Murcia). Artis, Galería de Arte, Salamanca.
- 2001 Bisel, Galería de Arte, Cartagena (Murcia). Tabira, Galería de Arte, Bilbao (Vizcaya).
- 2002 Sara Murillo, Oviedo (Asturias). Sánchez y Juan, Galería de Arte, Elche (Alicante). Galería Benedito, Málaga.
- 2003 Sala de Arte Bernesga, León. Galería de Arte Aitor Urdangarín, Vitoria. Coliseo de la Cultura, Villaviciosa de Odón (Madrid).

#### En el extranjero
- 1977 “Utställnigssal au den Spanska Turistbyran”, Estocolmo (Suecia).
- 1978 “Galería Radicke”, Bonn (Alemania).
- 1979 “Instituto de España”, Munich (Alemania). “Galería Latina”, Estocolmo (Suecia).
- 1983 “Keane Mason Gallery”, Nueva York (Estados Unidos). “Art and Business Networking Exhibition”, “Studio 54”, Nueva York (Estados Unidos).
- 1988 “Openring Gallery”, Viena (Austria).

### Colectivas

#### En España
- Hasta 1967 Exposición en el Centro de Instrucción Comercial, Madrid. “Artes Plásticas Universitarias”, Madrid. Concurso “Premio San Raimundo de Peñafort”, Madrid. Universidad Internacional, Santander. “Alumnos Pensionados de El Paular”, Segovia. “Sala Atril”, Madrid. Diputación de Segovia.

- 1967 “Bienal Internacional”, Barcelona. “Salón de Otoño”, Sevilla. Concursos Nacionales.
- 1968 “Exposición Nacional”. “Bienal Internacional de Pollensa”, Mallorca. “Primera Internacional de Pintura”, Bilbao. “Salón Internacional”, Barcelona. “Salón de Otoño”, Sevilla.
- 1970 “Concurso Nacional de Paisajes de Cataluña”, Barcelona. “I Bienal del Tajo”, Toledo. Exposición Premio Nacional “Blanco y Negro”, Madrid. Motonave “Patricia”.
- 1971 “La Mujer”, Fundación Rodríguez Acosta, Granada. “Bienal de Pintura”, León.
- 1972 Concurso Nacional “Temas Florales”, Barcelona. V Bienal Internacional de Pintura, “Félix Adelantado”, Zaragoza. “Salón de Otoño”, Sevilla.
- 1973 “El Paisaje Castellano”, Barcelona. “Exposición de Pintura”, Excma. Diputación de Alicante.
- 1974 A partir de 1974, disminuye su participación en exposiciones colectivas, aportando su presencia solo por invitación. “Homenaje a Camón Aznar”, Palacio de Cristal, Madrid. “Homenaje a Dámaso Alonso”, Club Urbis, Madrid. Bienales Internacionales del Deporte, Barcelona. Aniversario Fundación Círculo de Bellas Artes “Premio Condesa de Barcelona”, Madrid. “Exposición Cámara de Comercio”, Madrid. “Homenaje a L.M. de Zunzunegui”, Club Urbis, Madrid. “La Mujer en el Arte”, Centro Cultural Conde Duque, Madrid. “Homenaje a la música”, Galería Alfama, Madrid. “Pintores en Madrid”, Centro Cultural Conde Duque, Madrid. “Homenaje a Hipólito Hidalgo de Caviedes”, Galería Alfama, Madrid. Diversas Exposiciones Colectivas, Galería Alfama: “Las Flores”, “El Desnudo”, “El Bodegón”, etc., Madrid. Galerías: “Zenhid”, “Amics”, “Espalter”, “Carmen Andrade”, Madrid. “Bodas de Oro del Cubismo”, Facultad de Bellas Artes, 1987, Madrid. “Realidad Española”, Galería Kandisky, Madrid.
- 1986 “VII Premio Nacional de Pintura Adaja”, Ávila. “Premio de Pintura BMW”, Madrid.
- 1987 Gran Premio “Francisco de Goya”, Centro Cultural Conde Duque, Madrid. “XV Concurso Nacional Caja de Ahorros”, Madrid. “Nueva Figuración”, Sala Cultural Caja de Madrid, Barcelona. “Premio Pintura Madrid BMW”, Madrid. Certamen Nacional de Pintura, “Premio Crítica del Arte”, Madrid.
- 1988 “Premio L´Oréal”, Madrid. “Premio Caja Postal”, Madrid.
- 1989 “Homenaje a Machado”, Madrid, Barcelona.
- 1991 “Premio BMW”, Madrid. “Dentro y Fuera”, Museo Municipal, Ciudad Real. “De El Paular a Segovia”, Segovia.
- 1992 “Premio BMW”, Madrid.
- 1995 “La Mitología Clásica en la Pintura y Escultura actuales”, Madrid.
- 1997 Artista invitada (Premio “Ciudad de Zamora 1979”) “Bienal de Zamora”.
- 1998 Artista invitada (Premio “Ciudad de Rota 1984”) “Bienal de Rota).
- 1999 Selección de Artistas “Premio Goya”, Centro Cultural Conde Duque, Museo del Ayuntamiento de Madrid.
- 2003 “Salón de los XIII”, Madrid.

#### En el extranjero
- “VII Bienal Internacional de Alejandría”, Egipto.
- “Exposition d´Art Plastique Espagnol Contemporain”, Túnez.
- “Exposición Realismo en España”, invitada por el Ministerio de Asuntos Exteriores en Viena, Hannover, Karlsruhe, Vanovic.
- “Bienal Internacional de Cuba”.
- “Bienal de Panamá”.
- “Bienal de Venezuela”.
- “VI Bienal Hispanoamericana”, México.
- Invitada “II Bienal de Florencia”, Italia.
- “Pintores Figurativos en la España de Hoy”, Museos Nacionales de San Diego (California) y San Luis (Missouri).
- Invitada a la Exposición “La Pintura Intimista”, organizada con motivo de la visita de SS.MM. los Reyes de España a Quito (Ecuador).
- “Arte Español Contemporáneo”, Panamá.
- Invitada a “El Paisaje Español”, exposición itinerante en Sudamérica. “Joven Pintura Española”, Nueva York.
- “Spanish Art Today”, Niavarán Cultural Center, Teherán (Irán).
- “Art Espagnol d´aujourd´hui”, Bruselas (Bélgica).
- “Spanische Kunst Heute”, Munich (Alemania).

## Artículos y ensayos sobre su obra
- ALBERT, Concha: “María Carrera, el Realismo Transfigurado”, Telva, marzo de 1988, Madrid.
- ALVARADO, Segundo: “María Carrera: La Serenidad”, Orense, 2 de mayo de 1976.
- AREAN, Carlos: Presentación del Catálogo de su primera Exposición en la Sala Macarrón, Madrid 1968. “María Carrera en la Integración de las Artes”, Madrid “Obras” nº119, 1973. “María Carrera en la Galería Castilla”, Noticias Médicas, Especial Domingo nº47, marzo 1974. “La Pintura de María Carrera”, Madrid, “Gaceta del Arte”, 30 de diciembre de 1973. “El Pop de la Soledad de María Carrera”, Madrid, “Noticias Médicas”, Especial Domingo nº47, 3 de marzo de 1974.
- ARNALDO, Paola: “María Carrera”, “Ama”, noviembre de 1985.
- BERMEJO, José María: “Juan Ramón Jiménez Hoy”, agosto de 1987, Badajoz. “Primera Tesis Doctoral sobre el Poeta de Moguer”, “Ya”, julio de 1987, Madrid. BRAVO, Pilar: “María Carrera”, “Ya”, Madrid, diciembre de 1988.
- CAMPOY, Antonio Manuel: “María Carrera”, “ABC”, febrero de 1988.
- COBOS, Antonio: “María Carrera”, “Ya”, Madrid, octubre de 1976.
- CORRAL CASTANEDO, Antonio: “María Carrera entre la Sobriedad y el Desgarro”, Valladolid, “El Norte de Castilla”, mayo de 1972. “María Carrera”, “El Norte de Castilla”, Valladolid, 25 de febrero de 1978.
- CREMER, Victoriano: “El Arte de María Carrera con tratamiento de tú”, “La Hora Leonesa”, León, miércoles 12 de abril de 1978.
- CUESTA MAUSENAT: “María Carrera”, “Telva”, marzo de 1985.
- CHÁVARRI, Raúl: “María Carrera y su Realismo Vital”, Revista de la Cámara de Comercio, Madrid, 25 de noviembre de 1980. “María Carrera, entre la Crónica y el Misterio”, “Prestige”, Magazine International, enero de 1981, Málaga.
- ESPADERO, Juan: “La Sensibilidad y el Oficio de María Carrera”, “Alerta”, Santander, junio de 1976.
- FERRERO GIMENO, Félix: “María Carrera expone en el Museo de Alto Aragón”, “Nueva España”, Huesca 29 de noviembre de 1975.
- FERNÁNDEZ SEVILLA, Nieves: “María Carrera, la fuerza de ser mujer”, “Ejecutivos”, Madrid 1994.
- FORONER, Palmer: “Castillian Afternoon”, “Artspeack”, Nueva York, 4 de septiembre de 1982.
- FORTEZA, José María: “María Carrera”, “Sun Mon”, 14 de octubre de 1979, Palma de Mallorca. “María Carrera”, “Art and Artists”, abril de 1982, Perelló.
- GAMONEDA, Antonio: “María Carrera en la sala Bernesgá”, Diario de León, 18 de abril de 1978.
- GARCÍA OSUNA, Carlos: “Los Artistas de las Elite”, “Panorama Internacional”, n.º 152, 23 de abril de 1990, Madrid.
- GARCÍA VIÑOLAS, Manuel Augusto: “María Carrera”, Madrid, Publicaciones Españolas (Cuadernos de Arte: Serie divulgación, n.º 106 bis), 1968.
- GÓMEZ SANTOS, Marino: “María Carrera”, “ABC”, Madrid, 13 de febrero de 1970.
- GONZÁLEZ DE LARA, Francisco: “María Carrera”, Las Palmas de Gran Canaria, 27 y 29 de julio de 1969, “El Eco de Canarias”.
- HIERRO, José: “María Carrera”, “Correo del Arte”, febrero de 1988, Madrid.
- IGLESIAS, Roberto: “La Exposición de María Carrera”, “Nueva Rioja”, Logroño, 17 de diciembre de 1976.
- IGLESIAS, José: “María Carrera: Exposición en Austria”, “El Punto”, Madrid, 1 de diciembre de 1988.
- ILLESCAS, Fernando: “María Carrera”, Córdoba, “El Correo de Andalucía”, jueves 25 de mayo de 1975.
- ISOLDA: “María Carrera, o el Realismo Fantástico”, “Aquitania”, 12 de junio de 1976, “La Hora Leonesa”, 10 de junio de 1976.
- LATINO, Juan: “El Realismo Mágico de María Carrera”, “Córdoba”, 20 de noviembre de 1979.
- LÓPEZ ANGLADA, Luis: “Lo verde, lo azul y la primavera, en la pintura de María Carrera”, Madrid, Estafeta Literaria, 15 de julio de 1972.
- LOZOYA, Juan Contreras y López de Ayala, Marqués de: “María Carrera”, Madrid, Publicaciones Española, 1969 (Cuadernos de Arte. Serie Divulgación n.º 106).
- MARCOS OTERUELO, Antonio: “María Carrera”, “Diario de León”, marzo de 1990, León.
- MARTÍNEZ DE LAHIDALGA, Rosa: “El Retrato como Gran Arte”, “Mujer y Vida”, 1988, Madrid. “María Carrera”, “El Punto”, febrero de 1988, Madrid.
- MARTÍNEZ MONGE, Miguel: “La Constante Superación de María Carrera”, “Domingos de la Verdad”, mayo 1978, Alicante.
- MARTION SANTIAGO, Manuel: “María Carrera Pascual”, “El Adelantado”, Salamanca, 13 de noviembre de 1980.
- ORTEGA, J.N. M.: “María Carrera y su revancha artística”, “El Norte de Castilla”, Valladolid, marzo 1974.
- PABLOS, Francisco: “La Pintura de María Carrera”, “Faro de Vigo”, Vigo, 17 de mayo de 1980. “María Carrera o la Verdad de la Pintura”, “Hoja del Lunes”, Vigo, 26 de mayo de 1980.
- PERELLO-PARADELO, Rafael: “Última Hora”, Palma de Mallorca, 10 de octubre de 1979.
- POLICARPO, J.: “María Carrera”, “Álbum”, n.º 22, enero de 1990.
- QUESADA, Luis: “Crónica de Artes Plásticas”, Radio Nacional de España, Revista de la Cultura.
- RODRÍGUEZ ALCALDE, Leopoldo: “María Carrera”, “Alerta”, Santander 1975.
- ROMO, Agustín: “María Carrera”, “Correo del Arte”, septiembre de 1986, Madrid.
- RUIZ, Ángel: “María Carrera”, “Diario Leonés”, 6 de junio de 1976.
- R. SAYAGO, Camino: “La Confesión del Subconsciente”, “La Crónica”, marzo de 1990, León.
- SENTIS, Carlos: “María Carrera”, “Levante”, Valencia, 29 de febrero de 1976.
- SOLANO, Antonio: “La Castilla de María Carrera”, Presentación del Catálogo de la Exposición en la Galería “Richelieu”, diciembre 1970.
- VALVERDE MADRID, José: “La Pintura de María Carrera”, “Córdoba”, 27 de mayo de 1975.
- VIGO, Alfredo: “Carrera, Poesía y Femeneidad”, “Crítica de Arte”, Madrid, mayo 1980.
- ZUEROS, Francisco: “La Vigorosa Pintura de María Carrera”, Córdoba. “Córdoba”, 8 de abril de 1970.